# 王世光
王世光（1941年—2023年4月28日），男，祖籍山东历城，生于山东青岛，中华人民共和国作曲家，中国音乐家协会原副主席、顾问，第八、九、十届全国政协委员。